# Javier Escobal D’Angelo
Javier Alfredo Escobal D’Angelo (Lima, 22 de marzo de 1960) es un economista peruano.

## Biografía
Estudió Economía en la Universidad del Pacífico, en la que se obtuvo el título profesional de Economista. Obtuvo un Master of Arts y fue candidato a PhD en Economía en la Universidad de Nueva York. Obtuvo el título académico de PhD en Desarrollo Económico por la Wageningen University (WUR)
En 1981 empezó a trabajar como asistente de Investigación en el Grupo de Análisis para el Desarrollo (Perú) (GRADE).  Luego de regresar de su postgrado, en agosto de 1997, se reincorporó a GRADE y se mantiene desde ese entonces como Investigador Principal, habiéndose desempeñado durante varios periodos como Director de Investigación.
En el campo de la Investigación, se desempeña además como investigador del proyecto Niños del Milenio, conocido internacionalmente como Young Lives.

### Banco Central de Reserva
En agosto de 2016 fue designado como Director del Banco Central de Reserva del Perú en representación del Poder Ejecutivo.

### Consejo Fiscal del Perú
En diciembre de 2015 fue designado por un periodo de 2 años como miembro del Consejo Fiscal del Perú. En agosto de 2018 el Poder Ejecutivo decidió prorrogar su designación como miembro del Consejo Fiscal, hasta el 4 de diciembre de 2021.

## Reconocimientos
Escobal ha recibido en dos oportunidades el reconocimiento del  Development Network por la Excelencia de su Investigación en Desarrollo. En el 2000, Javier Escobal y Máximo Torero obtuvieron el Premio a la Excelencia en Investigación en Desarrollo, por su investigación conjunta sobre la dimensión geográfica del desarrollo, con el trabajo titulado “Cómo enfrentar una geografía adversa: el rol de los activos públicos y privados”.  La competencia que incluyó a 500 investigadores de 94 países. El jurado incluyó a: Amartya Sen, Cambridge University; Joseph E. Stiglitz, Banco Mundial; Nancy Birdsall, Carnegie Endowment for International Peace y Francois Bourguignon - Département et Laboratoire d'Economie Théorique et Appliquée.
En el 2001 obtuvo la medalla al Mérito (Primer premio: Área de Infraestructura y Desarrollo) del Development Network con el trabajo titulado: "The Benefits of Roads in Rural Peru: A Transaction Costs Approach".
En 2001, se le otorgó la beca Guggenheim.
En 2006, fue ganador de la Competencia del Amsterdam Institute for International Development (ahora AIGHD y el Banco Mundial – Europa por la Mejor Tesis Doctoral en temas de Desarrollo Internacional.